# 8435-ös mellékút (Magyarország)
A 8435-es számú mellékút egy mindössze másfél kilométer hosszú, négy számjegyű országos közút Vas vármegyében. Tulajdonképpen Jánosháza egyik belső útja, a kisváros központjából vezet nyugati irányban a 8-as főútig; néhány évtizeddel ezelőtt még valószínűleg a főút része volt.

## Nyomvonala
Jánosháza központjában, a Honvéd térnél ágazik ki a 8457-es útból, annak a 4+600-as kilométerszelvénye közelében, nyugat-délnyugati irányban. Széchenyi István utca néven indul, és alig 150 méter után – a második kereszteződésénél – beletorkollik dél felől a 7331-es út, amely Keszthely térségétől (Rezitől) húzódik idáig. Nagyjából 700 méter után hagyja el az út Jánosháza lakott területeit, onnan változatlan irányban haladva külterületek között folytatódik. Utolsó méterein délnek fordul, így torkollik be a 8-as főútba, annak a 115+800-as kilométerszelvénye közelében.
Teljes hossza, az országos közutak térképes nyilvántartását szolgáló kira.gov.hu adatbázisa szerint 1,490 kilométer.

## Története
Nyomvonalának vonalvezetése alapján igen valószínűnek tűnik, hogy korábban, a 8-as főút jánosházai elkerülőjének forgalomba helyezése előtt a főút részét képezte, de egy 1970-es kiadású autóstérkép már mellékútként tüntette fel.

## Települések az út mentén
- Jánosháza